# Isle of Wight AONB

Isle of Wight (AONB)

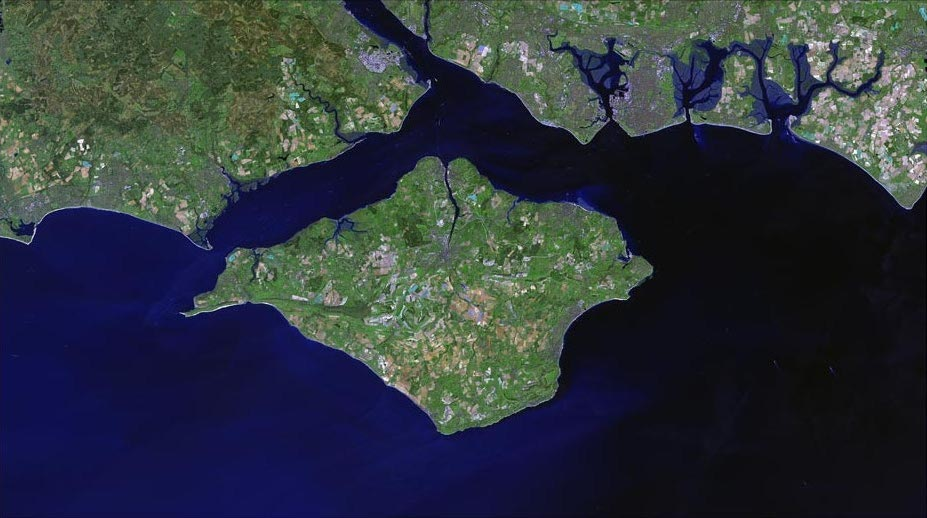
Satellitenfoto der Isle of Wight

Das als Gebiet von außerordentlicher natürlicher Schönheit (Area of Outstanding Natural Beauty (AONB)) von Teilen der südenglischen Isle of Wight eingestufte Gelände umfasst mit einer Fläche ca. 189 km² etwas weniger als die Hälfte der Gesamtfläche der ca. 384 km² großen Insel. In dem geschützten Gebiet leben etwa 10.000 Menschen, also etwa 5 % der Inselbewohner.

## Sehenswürdigkeiten
Hauptattraktionen des AONB-Gebietes sind die verschiedenen Küstenformationen, die sowohl Kalkfelsen und Marschland als auch Sand- und Kiesstrände umfassen. Weite Flächen werden auch landwirtschaftlich genutzt.